# The Deaths of Ian Stone
The Deaths of Ian Stone é um filme americano de 2007, do gênero terror, dirigido por Dario Piana.

## Sinopse
A história gira em torno de um homem americano que vive na Grã-Bretanha, Ian Stone (Vogel), que é morto a cada dia por seres misteriosos. Ele então entra em uma nova existência, sem saber de suas vidas anteriores. Quando ele começa a lembrar de existências passadas, ele está novamente em perigo de ser morto, com cada morte mais horrível que a anterior.